# Lý Ngọc Cầm
Lý Ngọc Cầm (chữ Hán: 李玉琴; 15 tháng 7, năm 1928 – 24 tháng 4, năm 2001), cũng gọi Mạt Đại Hoàng nương (末代皇娘), là người vợ thứ 4 của Tuyên Thống Đế Phổ Nghi, Hoàng đế cuối cùng của nhà Thanh trong lịch sử Trung Quốc.
Bà kết hôn với tư cách là phi tần của Phổ Nghi khi ông là Hoàng đế trên danh nghĩa của Mãn Châu Quốc, một quốc gia bù nhìn được thành lập bởi Nhật Bản trong Chiến tranh Trung-Nhật.

## Tiểu sử
Lý Ngọc Cầm là người Hán, gốc ở Sơn Đông. Bà được sinh ra trong một gia đình nông dân tại Trường Xuân, Cát Lâm. Khi còn trẻ, bà từng học tại Học viện Nữ tử Nam Lĩnh (新京南嶺女子優級學校) tại Cát Lâm, sau được gọi là "Hsinking", thủ đô của Mãn Châu Quốc.
Tháng 2 năm 1943, bà và 9 nữ học tử khác đã được hiệu trưởng Kobayashi và thầy Fuji đưa đến một phòng thu hình để chụp ảnh chân dung. Ba tuần sau đó, Hiệu trưởng đã ghé thăm nhà bà nói với bà rằng Hoàng đế Mãn Châu quốc Phổ Nghi hạ lệnh đưa bà vào cung học để học. Đầu tiên bà được đưa trực tiếp đến chỗ của Yasunori Yoshioka - người đã hỏi bà rất kỹ lưỡng. Sau đó, Yoshioka đưa bà về nhà và nói với cha mẹ bà rằng Phổ Nghi hạ lệnh đưa bà vào cung. Tiền lúc này đã được đưa đến cha mẹ bà. Bà đã phải chịu một cuộc kiểm tra y tế và sau đó được đưa đến chỗ của Uẩn Hòa, em gái của Phổ Nghi, và được dạy các nghi thức trong cung Bà sau đó trở thành phi tần của Phổ Nghi với danh hiệu Phúc Quý nhân (福貴人).
Năm 1945, chế độ Mãn Châu Quốc sụp đổ sau khi Nhật Bản đầu hàng cuối Thế Chiến II. Bà đã cố gắng để trốn thoát khỏi Trường Xuân, cùng với Hoàng đế Phổ Nghi, Hoàng hậu Uyển Dung và các thành viên còn lại triều đình Mãn Thanh. Bà cũng như các thành viên khác của gia đình Phổ Nghi được sơ tán cùng ông xe lửa từ Trường Xuân đến Dalizigou. Phổ Nghi sau đó lại tiếp tục di đến Thẩm Dương bằng máy bay, nơi ông bị bắt và đưa sang Liên Xô.
Theo lời của Phổ Nghi, Lý Ngọc Cầm lúc đó đã rất sợ hãi và cầu xin để được đi với ông khi ông rời Dalizigou đến Thẩm Dương, nhưng ông cam đoan với bà rằng bà cùng với Uyển Dung sẽ đến được Nhật Bản thông qua xe lửa. Một số tài liệu nói rằng việc Phổ Nghi để hai người phụ nữ đi bằng xe lửa là vì ông tin rằng họ sẽ được đối xử tốt hơn bởi quân đội. Họ ngay sau đó bị bắt bởi quân đội Liên Xô và bị đưa đến một nhà tù tại Trường Xuân. Hoàng hậu Uyển Dung mất tại đây cùng năm trước khi Lý Ngọc Cầm được thả năm 1946 và được đưa về nhà. Sau đó, Lý Ngọc Cầm làm việc trong một nhà máy dệt và trong một thư viện tại Trường Xuân, nghiên cứu các tác phẩm của Karl Marx và Lenin.
Năm 1955, bà bắt đầu qua lại thăm Phổ Nghi trong tù, và chính thức ly dị Phổ Nghi vào năm 1958. Sau đó, Lý Ngọc Cầm kết hôn với một kỹ thuật viên tên Hoàng Dục Canh (黃毓庚) và có hai đứa con trai với ông. Trong cuộc Cách mạng Văn hóa, bà đã trở thành mục tiêu cho một cuộc tấn công của các Hồng Vệ binh bởi vì bà từng là thiếp của Phổ Nghi.
Năm 2001, Lý Ngọc Cầm qua đời tại Trường Xuân, thọ 73 tuổi, sau 6 năm chiến đấu với bệnh xơ gan.